# 고다이 도모아쓰

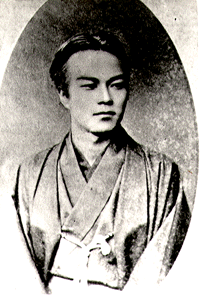
고다이 도모아쓰

고다이 도모아쓰(일본어: 五代友厚, 1836년 2월 12일 ~ 1885년 9월 25일)는 막말의 무사(사쓰마 번사)이자 메이지 시대 중기까지의 일본의 사업가이다.

## 같이 보기
- 아침이 온다
- 료마가 간다